# 保兴镇
保兴镇，是中华人民共和国黑龙江省伊春市嘉荫县下辖的一个镇。
2014年2月27日，黑龙江省民政厅批复同意撤销保兴乡，设立保兴镇。

## 行政区划
保兴镇下辖以下地区：
兴安社区、大同村、东兴村、共荣村、三合村、保安村、兴农村、互助村、马连村、连丰村、庆丰村、东湖村、仁合村、前岗村、前景村和双丰村。